# Rödingar
Rödingar (Salvelinus) är ett släkte fiskar inom familjen laxfiskar med holarktisk utbredning. De ingående arterna trivs i kalla vatten och lever i sjöar och vattendrag, som bäckar. Det finns även en del havsvandrande, anadroma, bestånd i nordliga områden. Rödingar är som många andra laxfiskar i allmänhet populära inom sportfiske och uppskattas även som matfisk.
Liksom med de flesta laxfiskarna är artindelningen under diskussion.

## Kännetecken
Rödingar är laxfiskar med spolformad kropp, små fjäll och kraftiga käkar. Många arter har en färgteckning med röda, gulvita eller rosa små prickar som kontrast mot fiskens mörkare kropp. Typiskt är att svarta prickar saknas, vilket skiljer rödingar från laxfiskar i släktet Salmo, som atlantlax och öring, den grupp som rödingar annars mest liknar. Hos en del rödingar bildar den ljusare färgteckningen ett marmorerat mönster. Framkanten på analfenan är ofta vit, liksom på bröstfenor och bukfenor. Ibland är även stjärtfenans framkant vit. Buken kan ha en rödaktig eller orange ton, eller vara gulvitaktig.

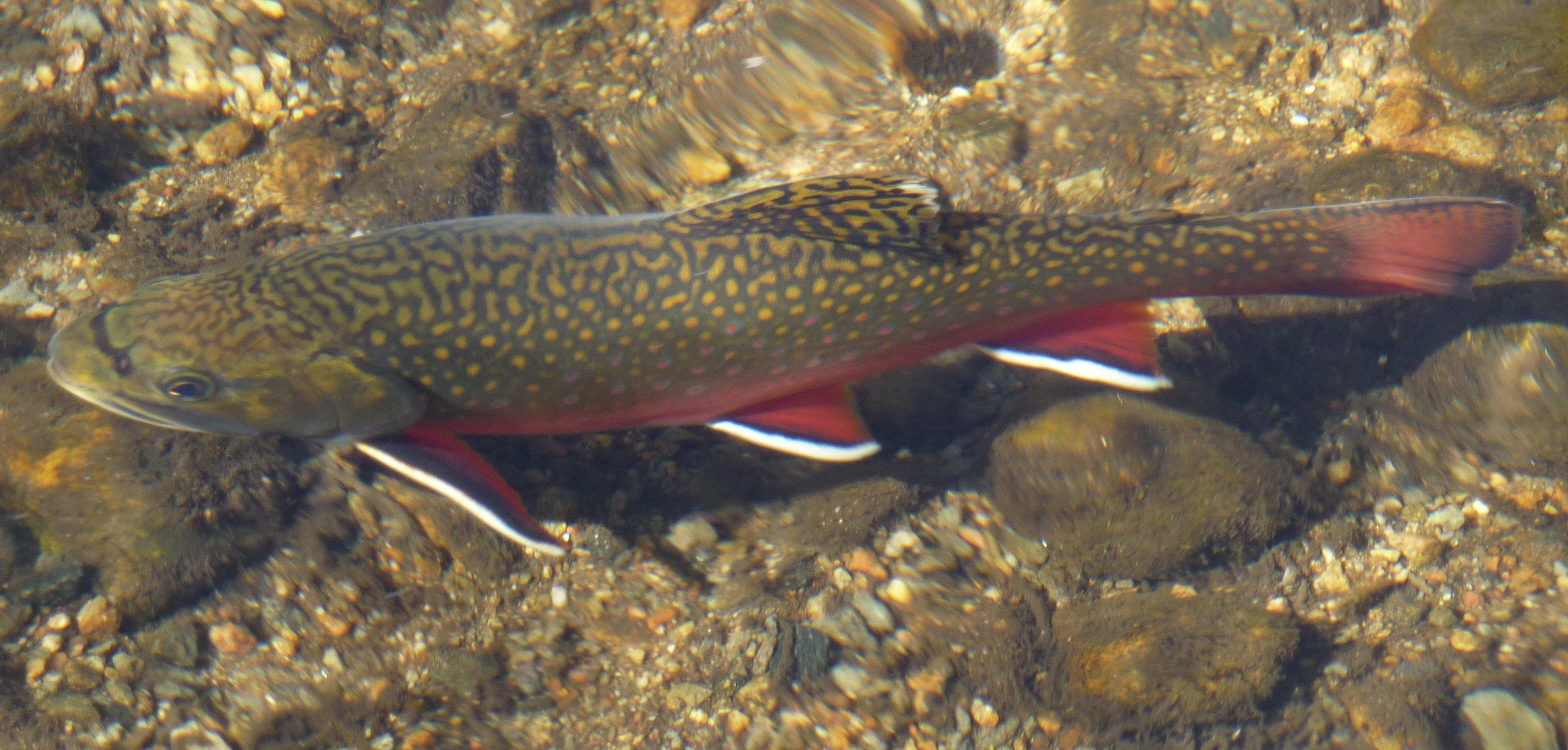
Vuxen bäckröding, S. fontinalis, här syns de vita fenkanterna tydligt.

Färgteckningen kan variera starkt beroende på livsmiljö och fas i livscykeln. Unga rödingars stirrteckning har ofta större mörkare fläckar eller tvärband, något som skiljer dem från vuxna rödingar. Under lekperioden kan speciellt hanar få en lekdräkt med klart färgad röd eller orange buk. Rödingar som vistas i havet kan få en mer silverblank färg. Sådana bestånd förekommer hos flera arter och brukar kallas för "havsröding".
Storleken varierar mycket mellan bestånden, även inom en och samma art, beroende på bland annat miljö och födotillgång. Störst blir de rödingar som är mer utpräglat fiskätande och som förekommer i större sjöar eller är havsvandrande.

## Utbredning och taxonomi
Släktet har en holarktisk utbredning och generellt är de ingående arterna kallvattensfiskar som förekommer naturligt i sjöar och bäckar i norra Eurasien och norra Nordamerika. De tillhör de sötvattensfiskar som förekommer längst norrut och högst upp i fjällsjöar och glaciärbäckar. Rödingar var också bland de första fiskar som koloniserade de vattendrag som uppstod efter istiden när inlandsisen smälte. Rödingbestånd i sydliga trakter är ofta landlåsta istidsrelikter som levt kvar i kalla och djupa sjöar, eller i sjöar och vattendrag högt upp i bergsområden. I nordligare områden finns både landlåsta och havsvandrande, anadroma, bestånd.
Indelningen i arter är delvis svårgörlig och ofullständig, och denna är därför under diskussion, speciellt för europeiska rödingar. I Europa är diversiteten stor och av de något över 50 rödingarter som har beskrivits är en stor andel från Europa. Många av de europeiska arterna har dock begränsad utbredning och är endast kända från en eller ett par sjöar och några är utdöda.
Den nordliga holarktiska S. alpinus, svenskt namn röding eller fjällröding, är en av de mer välkända rödingarna i Europa och vitt spridd, även om frågetecken kring dess klassificering som art gör att uppgifterna om utbredning kan variera mellan olika källor.
När det gäller europeiska rödingar är att det inte ovanligt att man om man jämför morfologin mellan rödingar i en sjö ofta kan urskilja två, men ibland tre, och i något enstaka sällsynt fall till och med fyra, olika former i samma sjö. En tolkning har varit att detta är olika arter som förekommer i samma sjö, och att liknande former från geografisk skilda sjöar varit samma art. Ett exempel är att nordliga storrödingar på grund av morfologiska likheter med röding från alptrakterna (S. umbla) har förts till samma art. Genetiska undersökningar antyder dock att sådan morfologisk diversitet kan uppstå oberoende i en sjö och att ett visst genflöde former emellan i samma sjö förekommer. Men dessa morfologiska skillnader har samtidigt i flera fall visat sig vara ärftliga. Ett antagande är att en stark naturlig selektion för morfologiska drag som anpassning till en ekologisk nisch skulle kunna uppväga genflödet och upprätthålla uppdelningen. En mening är också att dagens rödingar i norra Europa har olika invandringshistoria. På grund av de ofta svårbestämda gränserna mellan europeiska rödingar ses de ofta som ett artkomplex och då används benämningen Salvelinus alpinus-komplexet.
I Sverige har under senare delen av 1900-talet en indelning av inhemska rödingbestånd i två eller tre arter varit vanlig. I Nationalnyckeln till Sveriges flora och fauna (2012) urskiljs bara en inhemsk art, röding (S. alpinus) även kallad fjällröding med två eller tre sympatriska former; storröding och fjällröding om två, storröding, större fjällröding och mindre fjällröding om tre. I Finland har en traditionell uppdelning av de inhemska rödingbestånden i två former, storröding och småröding, varit vanlig, och de har tidigare ibland även betraktats som olika arter, men numera uppfattas de som samma art, S. alpinus.

### Inplanterad röding
Inplanterad röding för sportfiske förekommer på många håll världen över, inte bara på norra halvklotet, utan även på södra halvklotet. Speciellt de amerikanska arterna bäckröding och kanadaröding har inplanterats i många delar av världen för sportfiskets skull. Bäckröding har exempelvis inplanterats i många länder i Europa och Sydamerika, i Australien och Nya Zeeland samt även i Asien, som i Japan, och Afrika, som i Sydafrika. Kanadaröding finns också inplanterad i flera länder i Europa och i en del länder i Sydamerika, och i Nya Zeeland och Japan. I en del vatten där dessa inplanterats har de etablerat reproducerande bestånd.

### Arter
Följande arter och underarter är enligt FishBase (FB) i februari 2014 med en del noteringar från IUCN, Catalog of Fishes (CAS), Integrated Taxonomic Information System (ITIS) och Nationalnyckeln till Sveriges flora och fauna (Nationalnyckeln).
- Salvelinus agassizi (Garman, 1885) – Silverröding, förekom i Nordamerika: USA, sjöar i New Hampshire (utdöd).
- Salvelinus albus (Glubokovsky, 1977) – Ryssland.
- Salvelinus alpinus (Linnaeus, 1758) – IUCN, CAS. Fjällröding, norra holarktiska regionen. Alternativ representation i FB som S. alpinus alpinus (nedan). Om europeiska rödingen som artkomplex används benämningen Salvelinus alpinus-komplexet, enligt Nationalnyckeln.
  - Salvelinus alpinus alpinus (Linnaeus, 1758) – Fjällröding, holarktiska regionen.
  - Salvelinus alpinus erythrinus (Georgi, 1775) – osäker: underarten accepteras tillsvidare i FB, men synonymiseras med S. alpinus i CAS, mars 2011.
- Salvelinus anaktuvukensis (Morrow, 1973) – FB, ITIS; Nordamerika; Brooks Range, Alaska. Synonymiseras med S. malma i CAS, maj 2011.
- Salvelinus andriashevi (Berg, 1948) – Ryssland; sjö på Tjuktjerhalvön.
- Salvelinus boganidae (Berg, 1926) – Ryssland; Tajmyrhalvön.
- Salvelinus colii (Günther, 1863) – Irland. Rödlistad som nära hotad.
- Salvelinus confluentus (Suckley, 1859) – Tjurröding, Nordamerika; nordvästra USA, sydvästra Kanada. Rödlistad som sårbar.
- Salvelinus curilus (Pallas, 1814) – Kurilerna och Sachalin till Korea och Japan, Ryssland.
- Salvelinus czerskii (Drjagin, 1932) – Ryssland.
- Salvelinus drjagini (Logashev, 1940) – Ryssland; Tajmyrhalvön.
- Salvelinus elgyticus (Viktorovsky & Glubokovsky, 1981) – Ryssland; sjö på Tjuktjerhalvön.
- Salvelinus evasus (Freyhof & Kottelat, 2005) – Tyskland; sjön Ammersee. Rödlistad som sårbar.
- Salvelinus faroensis (Joensen & Tåning, 1970) – Färöarna
- Salvelinus fimbriatus (Regan, 1908) – Irland. Rödlistad som sårbar.

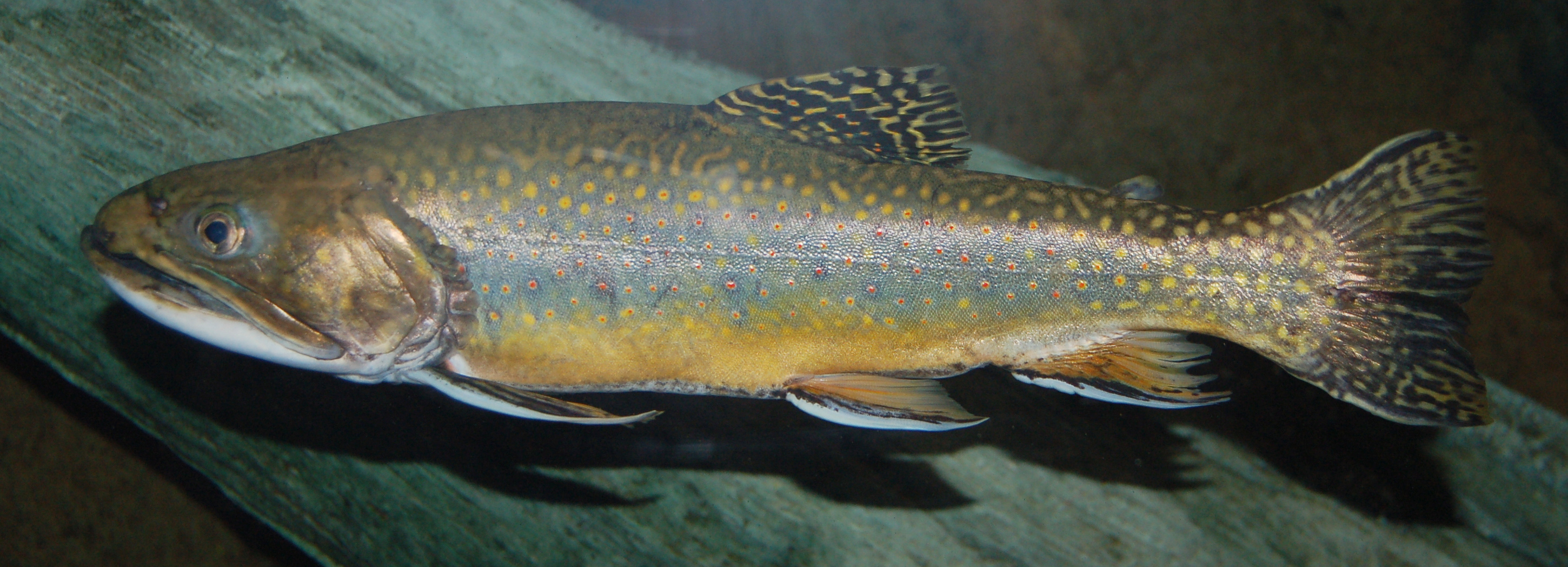
Salvelinus fontinalis.

- Salvelinus fontinalis (Mitchill, 1814) – Bäckröding, Nordamerika; östra Kanada, söderut till Minnesota och norra Georgia i USA. Introducerad på andra platser.
- Salvelinus gracillimus (Regan, 1909) – Shetlandsöarna, möjligen Skottland. Rödlistad som sårbar.
- Salvelinus grayi (Günther, 1862) – Irland. Rödlistad som akut hotad.
- Salvelinus gritzenkoi (Vasil'eva & Stygar), 2000 – Ryssland; Kurilerna.
- Salvelinus inframundus (Regan, 1909) – Orkneyöarna, Skye. Rödlistning med kunskapsbrist, mellan sårbar till utdöd.
- Salvelinus jacuticus (Borisov, 1935) – Ryssland; små bergssjöar i floden Lenas delta.
- Salvelinus japonicus (Oshima, 1961) –  Japan. Synonymiseras med S. leucomaenis i CAS.
- Salvelinus killinensis (Günther, 1866) – Skottland. Rödlistad som sårbar.
- Salvelinus krogiusae (Glubokovsky, Frolov, Efremov, Ribnikova & Katugin, 1993) – Ryssland; Kamtjatka.
- Salvelinus kronocius (Viktorovsky, 1978) – Ryssland; Kamtjatka.
- Salvelinus kuznetzovi (Taranetz, 1933) – Ryssland.
- Salvelinus lepechini (Gmelin, 1789) – IUCN, sjöar i Sverige (i Nationalnyckeln storröding), Norge, södra Finland och norra Ryssland (Kolahalvön, norra Karelen, Ladoga och Onega).

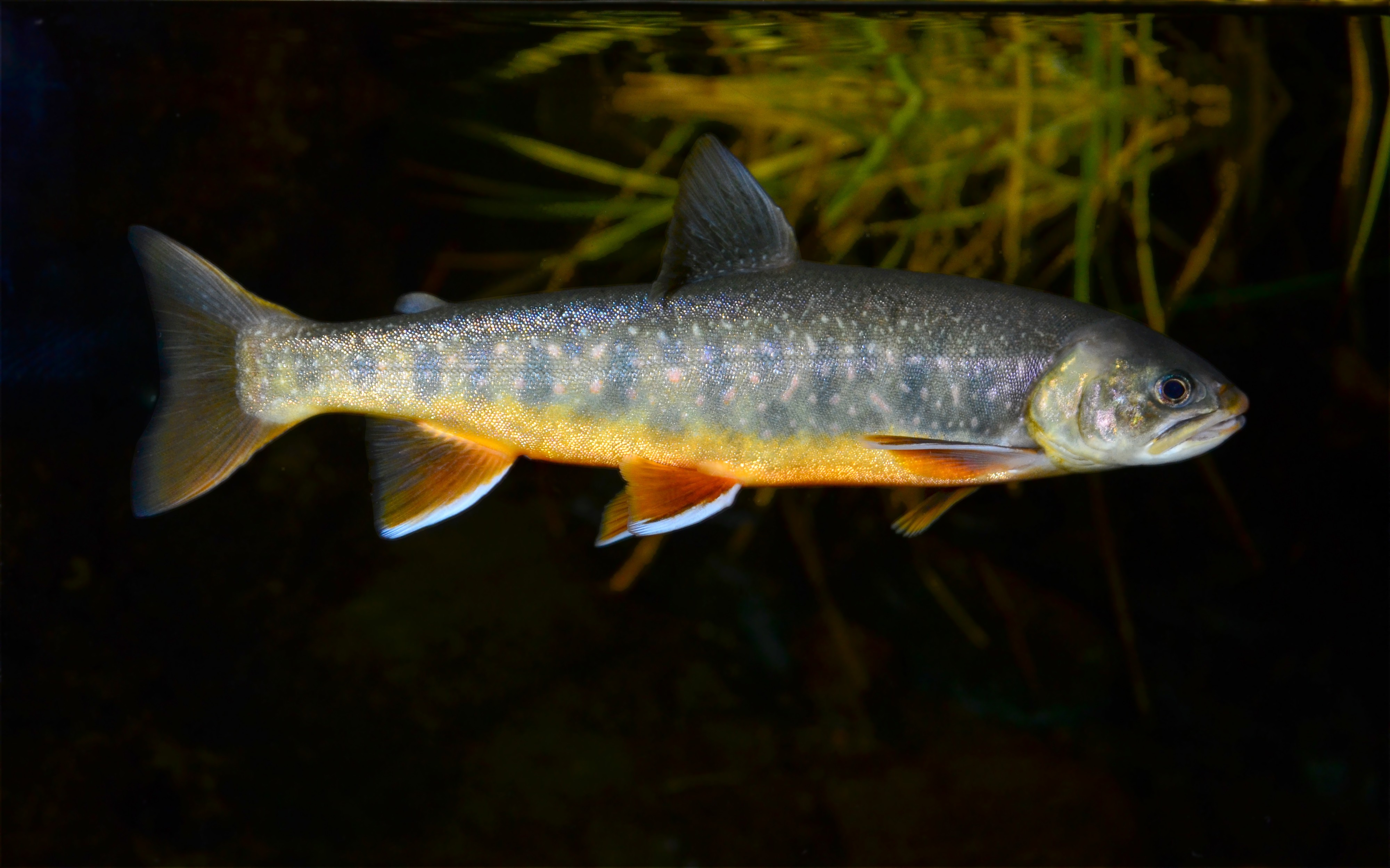
Salvelinus leucomaenis.

- Salvelinus leucomaenis (Pallas, 1814) – CAS, ITIS: Kundsharöding. Alternativ representation i FB som tre taxon (nedan).
  - Salvelinus leucomaenis imbrius (Jordan & McGregor, 1925) – Japan.
  - Salvelinus leucomaenis leucomaenis (Pallas, 1814) – Hokkaido, Japan och nordöstra Koreahalvön, Sachalin, Kurilerna, Kamtjatka,  Berings hav, Ochotska havet.
  - Salvelinus leucomaenis pluvius (Hilgendorf, 1876) – Japan.
- Salvelinus levanidovi (Chereshnev, Skopets & Gudkov, 1989) – Citronröding, Ryssland; Ochotska havet.
- Salvelinus lonsdalii (Regan, 1909) –  Haweswater (Cumbria) i England, Storbritannien. Rödlistad som akut hotad.
- Salvelinus mallochi (Regan, 1909) – Skottland. Rödlistad som sårbar.
- Salvelinus malma (Walbaum, 1792) – Norra stillahavsregionen; Koreahalvön till Berings hav, från Alaska söderut till Pugetsundet, Kanada.
- Salvelinus maxillaris (Regan, 1909) – Skottland. Rödlistad som sårbar.
- Salvelinus murta (Saemundsson, 1909) – Island.
- Salvelinus namaycush (Walbaum, 1792) – Kanadaröding, Nordamerika; ursprunglig för Alaska, Kanada, kring Stora sjöarna och i New England i USA. Introducerad på andra platser.
- Salvelinus neiva (Taranetz, 1933) – Ryssland; bergssjöar i Okhotaflodens bäcken.
- Salvelinus neocomensis (Freyhof & Kottelat, 2005) – förekom i Neuchâtelsjön (utdöd).
- Salvelinus obtusus (Regan, 19089 – Irland. Rödlistad som akut hotad.
- Salvelinus perisii (Günther, 1865) – Wales. Rödlistad som sårbar.
- Salvelinus profundus (Schillinger, 1901) – Bodensjöröding, förekom i Bodensjön (utdöd).
- Salvelinus schmidti (Viktorovsky, 1978) – Ryssland.
- Salvelinus struanensis (Maitland, 1881) – Skottland. Rödlistad som sårbar.
- Salvelinus taimyricus (Mikhin, 1949) – Ryssland.
- Salvelinus taranetzi (Kaganowsky, 1955) – Ryssland.
- Salvelinus thingvallensis (Saemundsson, 1909) – Island.
- Salvelinus tolmachoffi (Berg, 1926) – Ryssland. Rödlistad som starkt hotad.

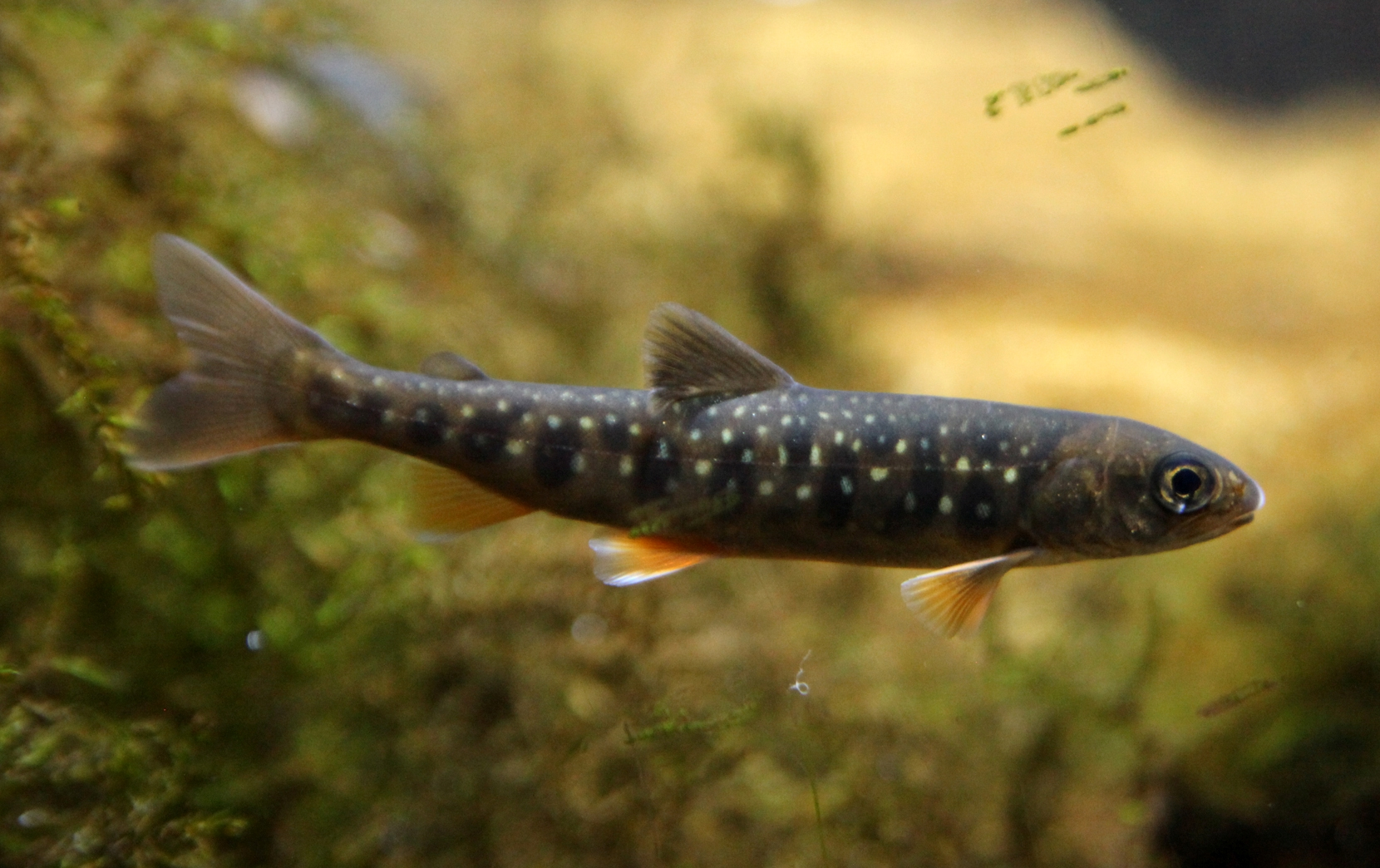
En ung röding, S. umbla, med stirrteckning.

- Salvelinus umbla (Linnaeus, 1758) – Europa, alpina och subalpina sjöar; enligt IUCN och CAS i Österrike, Schweiz, Frankrike, Tyskland och Italien. FishBase noterar rapportering från Sverige (i Nationalnyckeln storröding).
- Salvelinus vasiljevae (Safronov & Zvezdov, 2005) – Ryssland; Sachalin.
- Salvelinus willoughbii (Günther, 1862) – sjön Windermere i Cumbria i England, Storbritannien. Rödlistad som starkt hotad.
- Salvelinus youngeri (Friend, 1965) – Skottland. Rödlistad som sårbar.

### Hybrider
- Salvelinus alpinus × Salvelinus fontinalis – Bröding
- Salvelinus namaycush × Salvelinus fontinalis – Splejk
- Salvelinus fontinalis × Salmo trutta – Tigeröring
- Salvelinus alpinus x Salvelinus namaycush - Kröding